# Tamias obscurus
Tamias obscurus är en däggdjursart som beskrevs av J.A.Allen 1890. Tamias obscurus ingår i släktet jordekorrar och familjen ekorrar.

## Underarter
Inga underarter finns listade i Catalogue of Life, medan Wilson och Reeder listar tre underarter:
- T. obscurus obscurus
- T. obscurus davisi
- T. obscurus meridionalis

## Beskrivning
En jordekorre med mörkt rödbruna strimmor med ljusgråa mellanrum längs ryggen, ljust krämfärgad undersida, ett ljusgrått huvud med kanelbruna toner och mörkbruna kinder under sommaren, mörkbruna strimmor i ansiktet samt svarta strimmor kring ögonen. Kroppslängden varierar mellan 20,8 och 24 cm, varav 9,1 till 9,9 cm utgörs av svansen. Vikten är 56 till 90 g.

## Ekologi
Arten finns på höjder mellan 600 och 760 m i barrskogar med en (Juniperus californicus) och tall (Pinus monophylla) eller i blandskogar med ek och tall, gärna med undervegetation i form av mjölonbuskar och malörtsbuskar. Den söker gärna skydd i timmerstockar eller under stenbumlingar. Jordekorren är dagaktiv och i synnerhet verksam under tidig morgon och sen eftermiddag. Till skillnad från de flesta andra jordekorrar sover den inte vintersömn.
Födan består av frön (inte minst från tall), ekollon och bär (bland annat från en- och mjölonarter). Födan hämtas främst från marken och i buskage. Under sensommaren är tallfrön stapelfödan, och dessa hämtar de dock genom att klättra upp i träden. Det antas att arten täcker sitt vätskebehov framför allt från födan. Den förefaller vara vegetarian; i fångenskap ratar den kött och insekter.
Inte mycket är känt om denna arts fortplantning. Parningstiden varar från januari till juli. Under denna tid kan honan få åtminstone två kullar med 3 till 4 ungar i varje efter omkring en månads dräktighet. Ungarna är vanligen självständiga efter 8 veckor.
Livslängden i det fria är inte känd, men i fångenskap har arten lyckats bli 10 år gammal.

## Utbredning
Utbredningsområdet omfattar bergskedjorna San Bernardino Mountains och San Jacinto Mountains i södra Kalifornien i USA, samt de angränsande bergen i norra Baja California i Mexiko.

## Status
IUCN kategoriserar arten globalt som livskraftig, och populationerna är stabila. Utbredningsområdet är emellertid litet och mycket fragmenterat.